# Ешижамсуев, Чойван Доржо
Данза́н Чойва́н До́ржо Ешижамсу́ев (1804—1859) — бурятский религиозный деятель, 6-й Пандидо Хамбо-лама, глава буддистов Российской империи (1839—1859).

## Биография
Родился примерно в 1804 году. Младший брат 5-го Хамбо Ламы Гаван Ешижамсуева. В возрасте 13 лет стал гэбкуем-ламой в Гусиноозёрском дацане, 14 лет уже получил титул цоржи.
После ухода Гаван Ешижамсуева за пост Хамбо-ламы разгорелась соперничество: ламы и нойоны Цонгольского прихода выдвинули своего кандидата – ламу Дылачева, хоринские ламы добивались возведения своего главного цоржи-ламы Тойндол Суванова, в итоге победа осталась на стороне селенгинцев. Губернатор Восточной Сибири утвердил Чойвана Ешижамсуева на пост Хамбо-ламы, а ламу Т. Суванова - его помощником. 
В 1855 году Чойван Доржо Ешижамсуев снова был утверждён на своём посту императором Николаем и удостоился диплома.
При Чойван Доржо Ешижамсуеве, в 1853 году был установлен порядок выбора на пост Хамбо-ламы:

«В Высочайше Утверждённом 15-го Мая 1853 года Положении о Ламайском Духовенстве в Восточной Сибири сказано:
§ 6. При открывшейся вакансии на должность Бандидо-Хамбы, до назначения на оною другого духовного лица, Ширетуй Гусиноозерского дацана немедленно заступает его место и доносит о том Генерал-Губернатору, который с своей стороны делает зависящее распоряжение о производстве выборов в должность Бандидо-Хамбы.
§ 10. Выбор кандидата в звание Бандидо-Хамбы удостоверяется протоколом, за общей всех подписью /лиц участвовавших в выборах/ о чём доносится командированным чиновником Забайкальскому Военному Губернатору, а сей последний, достойнейшего из трёх выбранных кандидатов, представляет чрез Министерство Внутренних Дел, на Высочайшее утверждение, и если он удостоится оного, то выдаётся ему на таковое звание Высочайшая Грамота.

Столоначальник Градовский»— 
Кроме того, согласно этому Положению, Хамбо-лама назначался теперь только указом Императора, а не местными властями.
При  Чойван Ешижамсуеве сократилось строительство новых дацанов, но развитие бурятского буддизма находится в самом расцвете. Ешижамсуев приглашает йогинов, учёных лам, гэгэнов перерожденцев из Монголии в бурятские монастыри. Благодаря ему было заложено начало религиозной мистерии «цам» в бурятских дацанах. 
В дацанах начинают открывать буддистские философские школы (цаннид). До этого на бурятской земле не было цаннидской школы. Учреждение её в Цугольском дацане было первым. 
Ввоз буддистской литературы из Тибета и Монголии перестал удовлетворять растущую потребность в этих книгах. Поэтому при Ешижамсуеве в дацанах начинает развиваться книгопечатание. 
Был награждён за беспорочную службу орденом Станислава II степени. 
В 1859 году Чойван Доржо Ешижамсуев скоропостижно скончался.